# Ноотамаа

## География
Но́отамаа (эст. Nootamaa) — небольшой остров в Балтийском море, принадлежащий Эстонии. Является самой западной точкой страны. Ноотамаа имеет площадь 58 000 квадратных метров и находится недалеко от западного побережья острова Сааремаа. Ноотамаа — зона экологической защиты для птиц. Он расположен в национальном парк острова Вильсанди и административно относится к деревне Атла, волость Сааремаа. Высота острова составляет всего 2 метра над уровнем моря, и он окружён другими небольшими островками, такими как Салавамаа, который находится неподалёку.
Национальный парк Вильсанди, к которому относится Ноотамаа, был основан в 1910 году как первая охраняемая территория в странах Балтии. Этот парк известен своим морским климатом и большим количеством островов, делая его привлекательным для туристов и любителей природы.
Поскольку остров Ноотамаа необитаем, он не используется в туристических целях, но его можно увидеть на картах и спутниковых снимках, которые дают возможность исследовать местность удалённо.

## История
История острова Ноотамаа связана, прежде всего, с его географическим положением и охраной природных ресурсов. Изначально этот парк был создан для охраны морских птиц, поскольку его многочисленные островки являются важными местами гнездования.
В историческом контексте Ноотамаа и близлежащие острова играли важную роль для морской навигации и наблюдения за морской границей Эстонии, особенно потому, что он находится в самой западной части страны. Из-за своей отдалённости и малого размера остров не был населён, и его природное состояние оставалось относительно нетронутым на протяжении веков. Остров и его окрестности использовались преимущественно для рыболовства, а также в научных исследованиях экосистем Балтийского моря.
Более активная охрана территории началась с включения острова в состав национального парка Вильсанди, что способствовало сохранению уникальной флоры и фауны этого региона.